# 池波正太郎時代劇スペシャル「雨の首ふり坂」
『池波正太郎時代劇スペシャル「雨の首ふり坂」』（いけなみしょうたろうじだいげきスペシャル「あめのくびふりざか」）は、2018年に時代劇専門チャンネルで放送された単発のテレビ時代劇である。
このドラマは時代劇専門チャンネルとJ:COMが共同制作したオリジナル時代劇第2弾で、2018年7月21日に時代劇専門チャンネルで放送された。

## キャスト
- 白須賀の源七：中村梅雀
- 橋羽の万次郎：三浦貴大
- 白井の彦太郎：中尾明慶
- 茂兵衛：泉谷しげる
- 藪塚の半蔵：大杉漣
- 若き日の源七：馬場徹
- 藪塚の半蔵：金井勇太
- おふみ：芦名星
- 行田の甚五郎：小市慢太郎

## スタッフ
- 監督：河毛俊作
- 原作・題字：池波正太郎 「雨の首ふり坂」（戯曲）／「雨の杖つき坂」（新潮文庫『上意討ち』所収）
- 脚本：大森寿美男
- 音楽：EGO-WRAPPIN'
- 企画・プロデュース：宮川朋之